# Una domenica a New York
Una domenica a New York (Sunday in New York) è un film del 1963 diretto da Peter Tewksbury.

## Trama
Eileen Tyler è una ragazza ventiduenne che fa il critico musicale per la rivista Times Union di Albany. Tuttavia, dopo aver lasciato il suo fidanzato Russ, si sente estremamente giù di morale e perciò si reca a New York per visitare il fratello Adam. Quest'ultimo la consola, e le assicura che non tutti gli uomini vogliono una donna solo per il sesso, invitandola a svagarsi; casualmente, la giovane incontra 
così su un autobus Mike, che sembra essere l'uomo perfetto per lei. Dopo numerosi inconvenienti, tra cui lo stesso Russ che tenta di riprendere la relazione con Eileen, la giovane e Mike riescono a dichiarare quello che provano l'uno per l'altro.

## Distribuzione
Negli Stati Uniti, la pellicola è stata distribuita dalla Metro-Goldwyn-Mayer, a partire dal 13 novembre 1963.